# Пен Јан (Њујорк)
Пен Јан (енгл. Penn Yan) град је у америчкој савезној држави Њујорк.

## Демографија
По попису из 2010. године број становника је 5.159, што је 60 (-1,1%) становника мање него 2000. године.
| Група             | 2000.         | 2010.         |
| Белци             | 5.037 (96,5%) | 4.850 (94,0%) |
| Афроамериканци    | 35 (0,7%)     | 57 (1,1%)     |
| Азијати           | 16 (0,3%)     | 29 (0,6%)     |
| Хиспаноамериканци | 49 (0,9%)     | 139 (2,7%)    |
| Укупно            | 5.219         | 5.159         |